# Степний (Свердловська сільська рада)
Степни́й (рос. Степной) — селище у складі Червоногвардійського району Оренбурзької області, Росія.

## Населення
Населення — 54 особи (2010; 61 у 2002).
Національний склад (станом на 2002 рік):
- казахи — 66 %
- росіяни — 28 %